# Соломатина, Екатерина Андреевна
Екатери́на Андре́евна Солома́тина (род. 24 августа 1980, Новосибирск, РСФСР, СССР) — российская актриса.

## Биография
Родилась 24 августа 1980 года в Новосибирске.
Выступать на сцене Екатерина мечтала с детства, и после завершения 8 классов средней школы поступила в Новосибирское государственное театральное училище. В 1999 году, по окончании училища, Соломатина едет в Москву, где поступает в школу-студию МХАТ (мастерская А. Покровской, Р. Козака и Д. Брусникина). В 2003 году Екатерина Андреевна, выпускница школы-студии, была принята в труппу МХАТ им. А. П. Чехова, где состояла до 2008 года.
С 2002 года Соломатина регулярно снимается в кино. Дебютом Екатерины Андреевны стала небольшая роль стюардессы Наташи в детективном телесериале «Каменская 2» режиссёра Юрия Мороза. Затем последовали роли в сериалах: «МУР есть МУР» (Зиночка), «Гражданин Начальник-3» (Лена), «Закон и порядок: Отдел оперативных расследований» (Марина Китаева). Широкая известность пришла к актрисе после роли Риты Романенко в телесериале Юрия Поповича «Огонь любви» (2007). Из последующих работ наиболее значительны роли Олеси в мелодраме «Не отрекаются любя…» и Ольги в сериале «Дом образцового содержания». В 2013 году на экраны вышел 24-серийный фильм «До смерти красива», в котором актриса сыграла главную роль, но ради которой ей пришлось поправиться на 30 килограмм. Никто не ожидал, но уже 2 года Екатерина использует свой новый образ в работе и вполне успешно. Ожидается премьера 4-серийного фильма «Шок» с её участием и полнометражный фильм «Побег из Москвобада».

## Творчество

### Роли в театре

#### МХАТ им. А. П. Чехова[1]
- Милорад Павич «Вечность и еще один день» (2003) — Душа (дебютная роль на сцене МХАТа), реж. Владимир Петров
- М. Горький «Мещане» (2004) — Поля, реж. — К. Серебренников
- А. Чехов «Вишневый Сад» (2004) — Варя, реж. — А. Шапиро
- Е. Гришковец «Осада» (2005), реж. — Гришковец
- Салтыков-Щедрин «Господа Головлевы» (2006) — Любинька, реж. — К. Серебренников
- Кунио Симидзу (перевод Ая Марути) «Гримёрная» (2003) — Актриса D, реж. — Елена Невежина
- Жан Жироду (перевод Анатолий Басаргин, Людмила Комарова) «Ундина» — Русалка и Придворная дама, реж. — Николай Скорик
- Том Стоппард «Художник, спускающийся по лестнице» — Софи, реж. — Елена Невежина
- Светлана Савина «Скрипка и немножко нервно» — Мария, реж. — Александр Марин

#### Театр «Центр драматургии и режиссуры» Алексея Казанцева и Михаила Рощина
- Павел Пряжко «Трусы» — Первая женщина, реж. Елена Невежина[2]

#### Московский театр-студия п/р Олега Табакова
- «Последние» — Надежда[3]

### Фильмография
- «Каменская 2» (2002) — Наташа (реж. Ю. Мороз)
- «Сыщики» (2002), (реж. — Д. Брусникин)
- «Северный Сфинкс» (2004) — Вера (реж. А. Сиренко)
- «Мур есть Мур» (2004) — Зиночка (реж. Д. Брусникин)
- «Аэропорт» (2005) — Катя (реж. Е. Грамматиков)
- «Иностранцы» (2005) — Эмма (реж. А. Колмагоров)
- «Гражданин начальник 3» (2006) — Лена (реж. Г. Каюмов)
- «Она сказала, Да» (2007) — Маша (реж. А. Праченко)
- «Женские истории» (2007) — Юлия (реж. Р. Уразаев)
- «Закон и порядок» (2007) — Марина Китаева (реж. Брусникины)
- «Дом на набережной» (2007) — Ада (реж. А. Кордон)
- «Не отрекаются любя…» (2008) — Олеся
- «Волки» (2009) — (реж. С. Гаспаров)
- «Дом образцового содержания» (2009) — Ольга (реж. Л. Белозорович)
- «Огонь любви» (2007—2009) — Рита (реж. Ю. Попович)
- «Адвокатессы» (2009) — Нателла (реж. Ю. Харнас)
- Наш домашний магазин — Наталья (гл. роль)
- До смерти красива (2013) — Дарья (гл. роль)
- 6 соток счастья (2014) — Татьяна (Реж. Ю. Лейзеров)
- Шок (2015) — Люба (реж. A. Черных)
- 2015 — Побег из Москвабада — Вера
- 2017 — Доктор Анна — осужденная
- 2018 — Анатомия убийства (фильм 1-й «Скелет в шкафу») — Римма
- 2018 — Триггер — инспектор по делам несовершеннолетних
- 2018 — Всё или ничего — Валя
- 2018 — Сорок розовых кустов — Анна
- 2019 — Дама треф — Ксения, преподаватель уголовного права
- 2019 — Поселенцы — Тамара Снежина, врач колонии
- 2020 — За первого встречного — Римма Семёновна, распорядительница ЗАГСа
- 2022 — Омут — Зоя
- 2024 — Костя — Вера — Татьяна Агафоновна, мама Серёжи

## Критика о спектаклях с участием Е. А. Соломатиной
- Художник, спускающийся по лестнице. МХТ им. Чехова. Пресса о спектакле.
- Ирина Грачёва МАДАМ ЛОПАХИНА И ВЕЧНЫЙ СТУДЕНТ…НЕДОТЕПЫ… Рецензия на спектакль «Вишневый сад» во МХАТЕ им. Чехова (18 июня 2004 года).
- МХАТ подвели под монастырь спектаклем «Пьемонтский зверь».